# Сикарии
Вижте пояснителната страница за други значения на Сикарии.
Сикариите (от сика) са еврейско движение в Юдея в навечерието на Първата юдейско-римска война.
Те са радикална група, отделила се от зилотите и противопоставяща се на римското присъствие в Светите земи. Те извършват нападения с нож на обществени места срещу римляни и техни привърженици, след което се укриват в тълпата.